# 玉川大学硬式野球部
玉川大学硬式野球部（たまがわだいがくこうしきやきゅうぶ、Tamagawa University Baseball Team）は、首都大学野球連盟に所属する大学野球チーム。玉川大学の学生によって構成されている。

## 創部
1973年創部。

## 歴史
- 1975年に首都大学野球連盟へ加盟。2部リーグで通算5回の優勝を果たしているが、1部昇格経験はない。
- 1999年 OBの宮下大輔投手が台湾プロ野球三商タイガースへ入団。
- 2004年 連盟創立40周年記念のOBプロ選抜戦で井上太智投手（大宮北高校出身）が登板。この投球がきっかけでロッテ打撃投手となる。
- 2012年 川口圭大外野手（松商学園高校出身）が信濃グランセローズに入団、創部初の国内・プロ野球選手となる。
- 2014年 元巨人コーチ・樋沢良信が監督就任。

## 本拠地
- 玉川大学グラウンド
  - 東京都町田市玉川学園6-1-1

## 記録
- 2部リーグ優勝5回

## 主な指導者
- 松本匡史 - 監督（元巨人）
- 関本四十四 - コーチ（元巨人）2020年3月退任
- 杉山茂 - コーチ（元巨人）2020年3月退任
- 樋沢良信 - 監督（元巨人）2021年3月退任